# جسر دختر (كرج)
جسر دختر (بالفارسية: پل دختر) هو جسر تاريخي يعود إلى عصر الدولة السلجوقية والسلالة الصفوية، ويقع في مقاطعة كرج.